# Sofia Androukhovytch
Софі́я Ю́ріївна Андрухо́вич
Œuvres principales
Felix Austria (2014)
Sofia Iouriïvna Androukhovytch (en ukrainien : Софі́я Ю́ріївна Андрухо́вич), née le 17 novembre 1982 à Ivano-Frankivsk, est une écrivaine, essayiste et traductrice ukrainienne. 

## Biographie
Sofia Androukhovytch naît en 1982 dans l'ouest de l'Ukraine, dans la ville d'Ivano-Frankisk. Elle est la fille de Nina et Iouri Androukhovytch, écrivain ukrainien reconnu. Elle est mariée à l'écrivain Andriy Bondar (de) et a une fille, Varvara, née le 10 mars 2008.
En 2004, elle reçoit une bourse de résidence de la part de l'association Villa Decius à Cracovie où elle a habité. Par la suite, elle réside à Kyiv. 

## Œuvre
Après la fin de ses études, elle travaille pour la revue périodique Tchetver, sous la direction de l'écrivain Iouriy Izdryk (en).
Androukhovytch commence à publier des recueils de prose à partir de 2002. Son roman Felix Austria, paru en 2014, est notamment remarqué. En décembre 2014, le roman est récompensé du titre de livre de l'année par BBC Ukraine (en).
En mars 2021, elle reçoit le prix des femmes artistes (en), dans la catégorie Littérature.

### Publications

#### Prose
L'été de Milena ((uk) Літо Мілени, 2002 (ISBN 966-7332-64-0))
Personnes âgées ((uk) Старі люди, 2003)
La femme de son mari ((uk) Жінки їхніх чоловіків, 2005 (ISBN 966-668-086-6))
Saumon ((uk) Сьомга, 2007 (ISBN 978-966-8659-53-9))
Felix Austria, Noir sur Blanc, 2018 ((uk) Фелікс Австрія, 2007 (ISBN 9786176790822)), trad. Iryna Dmytrychyn [détail des éditions], 272 p. (ISBN 978-2-88250-496-8)

#### Traductions en ukrainien
(en) J.K. Rowling, Harry Potter and the Goblet of fire, 2003(pl) Manuela Gretkowska, Europejka, 2006

## Sources
- (en) Cet article est partiellement ou en totalité issu de l’article de Wikipédia en anglais intitulé « Sofia Andrukhovych » (voir la liste des auteurs).

- (de) Cet article est partiellement ou en totalité issu de l’article de Wikipédia en allemand intitulé « Sofija Andruchowytsch » (voir la liste des auteurs).